# Adolf Stelzer
Adolf Stelzer (1908. szeptember 1. – 1977. április 30.) svájci labdarúgóhátvéd.